# Strangalia thoracica
Strangalia thoracica är en skalbaggsart som först beskrevs av Edmond Jean-Baptiste Fleutiaux och Sallé 1889.  Strangalia thoracica ingår i släktet Strangalia och familjen långhorningar.
Artens utbredningsområde är Guadeloupe. Inga underarter finns listade i Catalogue of Life.